# Лубрін
Лубрін (ісп. Lubrín) — муніципалітет в Іспанії, у складі автономної спільноти Андалусія, у провінції Альмерія. Населення — 1764 особи (2010).
Муніципалітет розташований на відстані близько 380 км на південь від Мадрида, 55 км на північний схід від Альмерії.
На території муніципалітету розташовані такі населені пункти: (дані про населення за 2010 рік)
- Ла-Бренья: 16 осіб
- Ель-Фонте: 81 особа
- Лос-Харалес: 3 особи
- Хауро: 160 осіб
- Лубрін: 842 особи
- Лас-Молетас: 127 осіб
- Ла-Рамбла-Альхібе: 287 осіб
- Ла-Рамбла-Онда: 115 осіб
- Ель-Саеті: 133 особи

## Демографія
Динаміка населення (INE ):